# استان منستیر
استان منستیر (به عربی: ولایة المنستیر) یکی از بیست و چهار استان تونس است.

## خصوصیات
استان منستیر ۱٬۰۱۹ کیلومترمربع مساحت و ۵۴۸٬۸۲۸ نفر جمعیت دارد.

## جغرافیا
استان منستیر در وسط و شرق جمهوری تونس در نوار ساحلی دریای مدیترانه واقش شده که با دو استان سوسه و مهدیه هم‌مرز است که با شهر تونس، پایتخت جمهوری تونس حدود ۱۶۲ کیلومتر فاصله دارد
درجه حرارت در استان منستیر بین ۱۳ و ۲۰ درجه متغیر است، نسبت میزان بارش در این استان نیز بین ۲۸۰ و ۴۰۰ میلی‌متر در سال گزارش شده است.

## شهرها و شهرک‌ها
- امیرت ال فهول
- امیرت ال حجاج
- امیرت توازرا
- البقالطه
- Bembla
- بنی حسان
- بنان
- بوحجر
- شراحیل
- المسدور
- الغناده
- جمال
- Zaouiet Kontech
- خنیس
- قصر هلال
- Ksibet el-Médiouni
- لمطه
- منزل النور
- منزل فارسی
- منزل الحیاه
- منزل کامل
- مکنین
- المنستیر (مرکز)
- الوردانین
- Sayada
- Téboulba
- طوزه